# Delville Monument
Le Delville Monument est un monument à la mémoire des Sud-Africains morts au cours de la Première Guerre mondiale situé à Pretoria, capitale de l'Afrique du Sud. 

## Caractéristiques

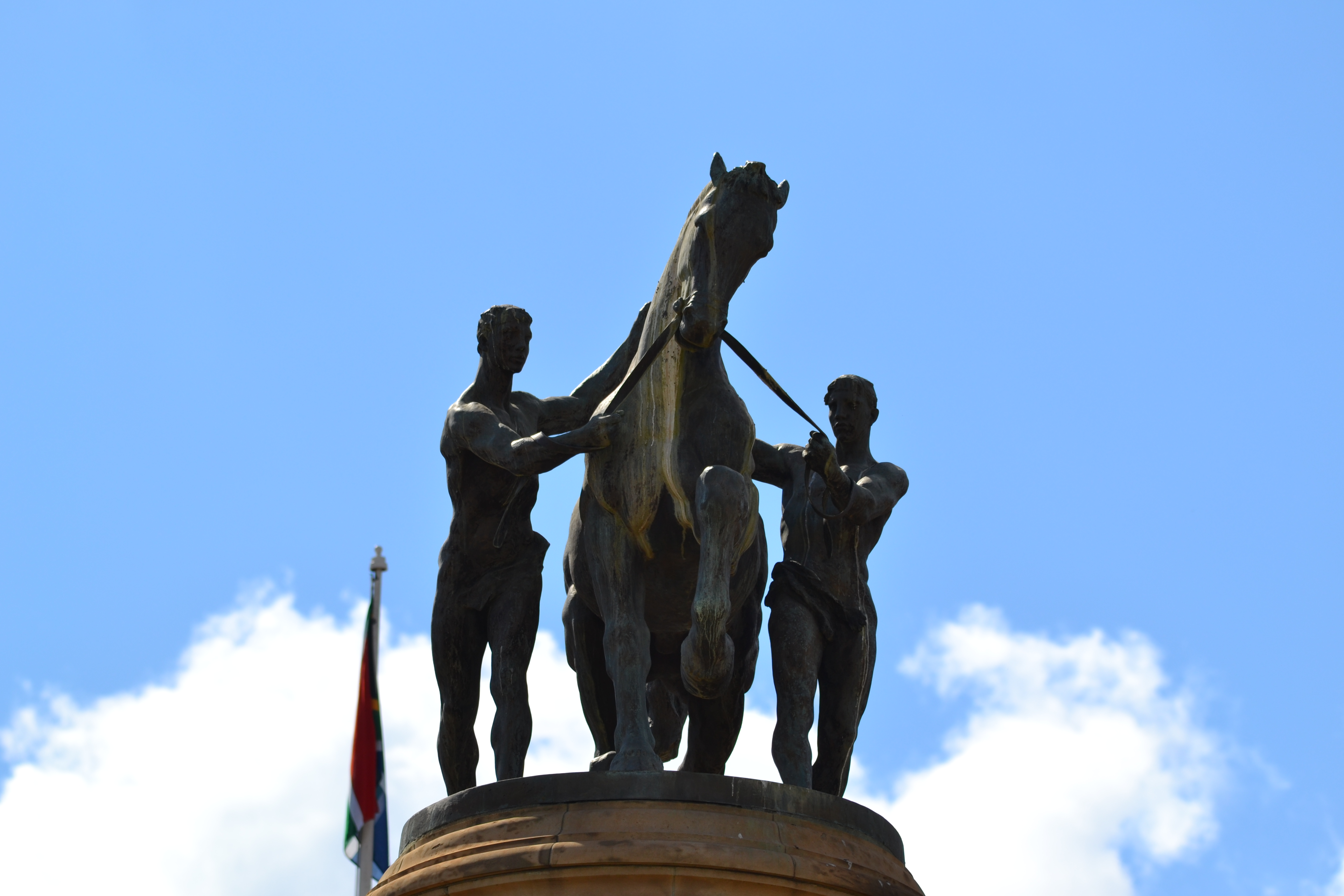
Statue des Dioscures au sommet du monument

Le monument a été érigé en contrebas de l'Union Buildings, siège de la présidence et du gouvernement de l'Afrique du Sud, dans le parc Louis Botha.
Le Delville Monument est une réplique du Mémorial national sud-africain du Bois Delville situé à Longueval, en France. Le groupe sculpté représentant les frères ennemis réconciliés Castor et Pollux est l'œuvre d'Alfred Turner.